# Mittel-Kupfersteinzeit-Kultur in Nachitschewan
| QS Vor- und Frühgeschichte | Dieser Artikel wurde aufgrund von inhaltlichen Mängeln auf der Qualitätssicherungsseite des WikiProjekts Vor- und Frühgeschichte eingetragen. Dies geschieht, um die Qualität der Artikel aus diesem Themengebiet auf ein akzeptables Niveau zu bringen. Bitte hilf mit, die inhaltlichen Mängel dieses Artikels zu beseitigen, und beteilige dich bitte an der Diskussion! |  |

Als Mittelkupfersteinzeitliche Kultur Nachitschewans bezeichnet die archäologische Forschung Aserbaidschans eine archäologische Kultur der mittleren Kupfersteinzeit, deren Ursprung und Verbreitung innerhalb des Gebietes der Autonomen Republik Nachitschewan (Aserbaidschan) im Südkaukasus stattfand. Grundlegend für die archäologische Forschung zur Mittelkupfersteinzeit Nachitschewans sind die archäologischen Untersuchungen in den mittelkupfersteinzeitlichen Siedlungen Naxçıvantəpə, Uçan ağıl und Uzun oba.

## Früh- und mittelkupfersteinzeitliche Kulturen im Südkaukasus
Spuren archäologischer Kulturen der frühen und mittleren Kupfersteinzeit im Südkaukasus waren bisher kaum vorhanden. Erst die Untersuchung der archäologischen Siedlung von Naxçıvantəpə ermöglicht es, die frühe und mittlere Kupfersteinzeit im Südkaukasus zu studieren. Aus dieser Sicht sind auch die Siedlungen Uzun oba und Uçan ağıl, die im Sirabchay-Becken gefunden wurden, von Bedeutung. Nach den Ergebnissen der Kohlenstoffanalyse aus der Siedlung Naxçıvantəpə stammt diese aus einer Zeit, die von der mittleren Kupfersteinzeit von 4690–4450 v. Chr. bis in die späte Kupfersteinzeit reicht, repräsentiert durch den Ovçular tepesi.

## Zur mittleren Kupfersteinzeit in Naxçıvantəpə
Die oberen Schichten von Naxçıvantəpə sind durch bemalte Keramik vom Dalmatepe-Typ gekennzeichnet. Die Entdeckung bemalter Keramik vom Typ Dalmatepe in der Siedlung Bulovgaya, – in der Nähe des Dorfes Goynuk in der Region Babek – weist darauf hin, dass zukünftig weitere archäologische Funde in dieser Art von Keramik zu erwarten sind.
Beeindruckende Keramik vom Dalmatepe-Typ sind mit einzelnen Exemplaren auch aus den archäologischen Funden von Qarabağ bekannt.
Es sei darauf hingewiesen, dass eine Gruppe von Keramik, die zur Dalmatepe-Kultur gehören, sich durch eine rote Bemalung auszeichnet. Diese Art von Keramik ist aus den Siedlungen Uçan agil, Uzun oba, Bulovgaya sowie aus den Funden von Qarabağ bekannt.
Rote Keramik ist in Nachitschewan in der Siedlung Xələc weit verbreitet. Obwohl die Form der Xələc-Keramik derjenigen der Göytəpə-Siedlung im Urmia-Becken ähnelt, sind die Motive für die Malerei völlig anders.
In Göytəpə findet man jedoch auch Über-Schlicker-Muster. Es ist auch möglich, einige Vergleiche mit Yaniktepe anzustellen. Es finden sich die breiten parallelen Linien in den Yanıqtəpə-Gefäßen, die für Xələc charakteristisch sind.
Das Dekorationsmotiv der Xələc-Keramik unterscheidet sich von der nahegelegenen Tilkitepe- und Tehut-Keramik und entspricht den archäologischen Denkmälern von Mil duzu, insbesondere den Mustern der Kabirli-Keramik. Sie sind in Bezug auf die Maltechniken gleich. In einigen Fällen, wie in Xələc, wurden Über-Schlicker-Muster verwendet.
Norşuntepe ist eines der Denkmäler, bei denen die Motive der Xələc-Keramik ähnlich sind. In Norşuntepe wurde die Farbe jedoch auf die Keramik gemalt, nicht auf die Engobe.
Einige dekorative Motive von Xələc-Farbstoffen wurden auch in Gefäßen vom Halaf-Typ beobachtet.
Untersuchungen zeigen, dass rote Angoba-Keramik für die frühe Kupfersteinzeit charakteristisch ist und sich bis in die mittlere Kupfersteinzeit fortsetzt.
Der Uzun-oba-Hügel fällt durch seine Besonderheiten auf. Der Fund von bemalten Keramiken aus der ersten Hälfte des 5. Jahrtausends v. Chr. während der Ausgrabungen ist für diese Region sehr selten. Materielle und kulturelle Beispiele aus dieser Zeit zeigen, dass im 5. Jahrtausend v. Chr. das Oberflächenmaterial der Siedlung Uçan Ağıl, die sich im Norden des Dorfes Sirab im Bezirk Babek befindet, aus bemalten Töpferwaren und mit Stroh vermischter Keramik besteht.
Unter den Funden wurde ein Werkzeug gefunden, das dem aus Duzdağ bekannten Steinbeil ähnelt. Bei der Untersuchung des Lebensraums von Ucan agil wurden Proben von roter Keramik mit einer Mischung aus Stroh sowie Fragmente bemalten Geschirrs gefunden. Untersuchung von Keramikproben in bestätigen, dass sie in die erste Hälfte des 5. Jahrtausends v. Chr. und vor Ovcular təpəsi gehören. Dies wurde durch die Analyse von Kohlenstoffproben aus den Denkmälern bestätigt.
Die Entdeckung von bemalten Keramikfragmenten vom Typ Dalmatepe, die vom Jolfa Kultepesi aus dem Raum von Ucan ağıl bekannt sind, bestätigt die Verbindung zum Uçan-agil-Raum.
Die Untersuchung und Erforschung dieser Siedlungen erwies, dass sich die Kultur von Nachitschewan in der frühen und mittleren Kupfersteinzeit im Zusammenhang mit dem Urmiasee-Becken entwickelt hat.
Die Untersuchungen ergaben im Detail, dass Syunik-Obsidian hauptsächlich in den Siedlungen des Urmiasee-Beckens verwendet wird. Hingegen wurde hauptsächlich Göyçə-Obsidian in den archäologischen Funden Nachitschewans verwendet; Syunik-Obsidian wurde in einem geringen Prozentsatz gefunden und steht an zweiter Stelle.
Es ist wahrscheinlich, dass die im Urmiasee-Becken lebenden Menschen durch die im Nakchivanchay-Tal lebenden Menschen mit den Rohstoffquellen in den Sangesur-Bergen in Kontakt standen.
Die kürzliche Entdeckung eines Bergbauwerkzeugs im Nakhchivanchay-Tal mit Spuren von Kupfererz zeigt, dass diese Verbindungen nicht nur mit Obsidian, sondern auch mit Kupfervorkommen in Zusammenhang stehen. Die archäologische Untersuchung neuer Funde ermöglicht ein vollständiges Bild der äneolithischen Kultur von Nachitschewan. Auch die Untersuchungen dieser Funde geht auf Nachitschewan zurück. Es ermöglicht die Rekonstruktion der äneolithischen Funde des 5. bis 4. Jahrtausends v. Chr. Gegenwärtig können die oberen Schichten der Siedlung Naxçıvantəpə, der Siedlungen Flying Mind und Long Village dem Mittelneolithikum zugeschrieben werden. Diese Phase umfasst die Zeit um 4600-4400 v. Chr.